# Brother's Keeper (Fear the Walking Dead)
«El Guardian de mi Hermano»  —título original en inglés: «Brother's Keeper»— es el décimo segundo episodio de la tercera temporada de la serie de televisión posapocalíptica, horror Fear the Walking Dead. Se estrenó el 24 de septiembre de 2017, estuvo dirigido por Alrick Riley y el guion estuvo a cargo de Wes Brown.

## Trama
Troy vive de la tierra mientras continúa escribiendo en su diario. Vuelve a visitar la escena del accidente del helicóptero, encuentra un lanzagranadas y entierra al ranchero que Walker había desfigurado. Troy visita a Nick por la noche y le advierte que el rancho será destruido. Jake le pide a Alicia que se vaya con él y cuestiona su relación cuando ella se niega. Nick y Jake se dispusieron a encontrar a Troy y lo descubrieron usando el lanzagranadas para guiar a una manada de muertos vivientes hacia el rancho. Troy explica que la manada obligará a la gente a irse al desierto, como él, y solo los más aptos sobrevivirán. Jake sostiene a Troy a punta de pistola, pero duda al enterarse de que Nick mató a su padre y Alicia lo mantuvo en secreto. Jake es mordido y muere después de una amputación, y Troy llora a su hermano, diciendo que trajo la manada para recuperar su legado. Se espera que una pared de remolques y vehículos recreativos gire a la manada, pero falla y los ganaderos y nativos evacuan a la despensa similar a un búnker.

## Recepción
"Brother's Keeper" recibió elogios de la crítica. En Rotten Tomatoes, "Brother's Keeper" obtuvo una calificación perfecta del 100%, con una puntuación promedio de 8,00 / 10 según 5 reseñas.
David S.E Zapanta de Den of Geek le dio a "Brother's Keeper" una revisión positiva, con una calificación de 4/5, indicando; "Mientras veía" Brother's Keeper ", no pude evitar pensar que si la tercera temporada de Fear the Walking Dead fuera el libro "Elige tu propia aventura", cada elección de la trama dependería de que la familia Clark empeorara la situación".
Steve Ford de TV Fanatic también le dio a "Brother's Keeper" una revisión positiva, con una calificación de 3/5, indicando; "Estoy desgarrado porque este episodio podría haber sido mucho más de lo que fue. Tenía mucho a su favor, pero el recauchutado de lo que The Walking Dead hizo con el mismo material todavía está demasiado fresco en nuestras mentes para que este episodio ha tenido el impacto que deseaba."

### Calificaciones
"Brother's Keeper" fue visto por 2,08 millones de espectadores en los Estados Unidos en su fecha de emisión original, por encima de la calificación del episodio anterior de 1,99 millones.